# 渡部和正
渡部 和正（わたなべ かずまさ、1977年7月12日 - ）は、日本の俳優。

## 人物
鳥取県出身。血液型はB型。米子東高校、千葉大学卒業。所属事務所は萩本企画である。1999年に欽ちゃん劇団の9期研究生として在籍した後、舞台を中心に活動している。テレビのバラエティー番組に出演する機会も多く、『『ぷっ』すま』（テレビ朝日）におけるビビリ劇団の一員でもある。
好きな言葉は「ルールは破ってマナーは守れ」。スポーツ新聞が手放せないという。一時期、水虫に悩むが、今は完治したもよう。しかし、最近はメタボリックシンドロームに悩んでいるという。
特技はサッカー、高校時代は1年からレギュラーとして全国大会出場を果たす。その後も国体、インターハイと出場。

## 出演作品・番組

### 舞台
- 長崎オランダ村・ハウステンボス タウンクライヤー（2001年6月）
- 江戸の花嫁（明治座再開場十周年、2003年2月、明治座）
- 谺、来る（2004年6月、明治座）
- I LOVE MY SON（2004年10月、東京芸術劇場・小ホール2）
- Dancing 先生（tree company公演、2005年5月、東京芸術劇場・小ホール2）
- 約三十の嘘 2001年改正版（2006年6月、新宿シアターブラッツ）
- 砂漠人魚と盗人王子（ハグレスタンダード第1回公演、2007年1月、王子小劇場）

### 映画
- ドラゴン・シティ（2004年、監督：篠原トオル）

### テレビドラマ
- 喰いタン（2006年、日本テレビ） - 第3話、お笑い芸人役

### その他のテレビ
- ためしてガッテン（NHK）
- ものまねバトル☆CLUB（日本テレビ）
- めちゃ2イケてるッ!（フジテレビ）
- SMAP×SMAP（関西テレビ・フジテレビ）
- はねるのトびら（フジテレビ）
- 『ぷっ』すま（テレビ朝日） - ビビリ劇団の一人として出演。
- ニッポン麺じまん!（旅チャンネル） - レギュラー
- 生活構造改革（イーピー放送）

### CM
- タフマン（ヤクルト本社、2001年7月）
- パチンコTAIHO（2002年4月-2003年10月、静岡県のみ）
- Info-CX（フジテレビ） PARCO
- プリングルズ（P&G）